# メーベル・フランシス
メーベル・ルース・フランシス（Mabel Ruth Francis、1880年 - 1975年）は、アメリカ合衆国出身の在日宣教師である。
1880年にアメリカ合衆国のニューハンプシャー州の牧師の家庭に次女として生まれた。ゴードン聖書学校とナイアック宣教師養成学校で学んだ。1909年にクリスチャン・アンド・ミッショナリー・アライアンスの宣教師として来日する。広島に行き日本語を学び、広島、庄原、福山、松山を中心に、1960年まで活動した。
1929年の世界恐慌の際には、ほとんどの宣教師が理事会の決定に従って帰国した。しかし、メーベルは日本に留まる。日米開戦の前にも、本国より帰還勧告がなされたが、日本に留まる。日本での敵国人の抑留政策の一環として、妹のアン・デビンダルフ宣教師と共に東京で抑留生活をさせられた。
終戦後は、東京や横浜での伝道集会に協力した。その後、松山に戻り伝道活動と戦後復興の活動をした。それらの活動が認められて松山市から特別名誉市民の称号を与えられた。

## 著書
- 『ひとりが千人を追う』いのちのことば社、1969年
- 『愛の四重奏』松山協同基督教会内、フランシス記念出版委員、1974年
- 『御霊に満たされてから』いのちのことば社、1998年